# Lac Xyniáda
Le lac Xyniáda, en grec moderne : Λίμνη Ξυνιάδα est un lac asséché de Phthiotide en Grèce-Centrale. Il était situé sur le plateau d'Omvriakí, à l'extrémité occidentale du mont Othrys. Le lac a été drainé entre 1936 et 1942 afin de créer des terres arables. Avant son drainage, le lac Xyniáda occupait une superficie de 31,6 ha, dont cinq hectares de roseaux. Il  avait une profondeur maximale de quatre mètres. La surface du lac se trouvait à une altitude de 463 mètres. Le lac doit son nom à la ville antique de Xyniae construite sur ses rives. Pendant la période ottomane, le lac était également appelé Daouklí. 